# Lijst van rijksmonumenten in Beverwijk (plaats)
De plaats Beverwijk telt 40 inschrijvingen in het rijksmonumentenregister. Hieronder een overzicht.
| Object                                                                               | Oorspronkelijke functie?  | Bouwjaar               | Architect                          | Locatie                | Coördinaten?                  | Nr.?   | Afbeelding                                                                           |
| ------------------------------------------------------------------------------------ | ------------------------- | ---------------------- | ---------------------------------- | ---------------------- | ----------------------------- | ------ | ------------------------------------------------------------------------------------ |
| Akerendam: hoofdgebouw                                                               | Kasteel, buitenplaats     | ca. 1636 - 1639        |                                    | Velserweg 20           | 52° 28' 47" NB, 4° 39' 11" OL | 409824 | Meer afbeeldingen                                                                    |
| Akerendam: historische tuin- en parkaanleg                                           | Tuin, park en plantsoen   | ca. 1640 en later      |                                    | Velserweg 20           | 52° 28' 47" NB, 4° 39' 11" OL | 409825 | Meer afbeeldingen                                                                    |
| Akerendam: bakstenen toegangsbrug                                                    | Tuin, park en plantsoen   | 17e eeuw               |                                    | Velserweg 20           | 52° 28' 47" NB, 4° 39' 11" OL | 409826 | Meer afbeeldingen                                                                    |
| Akerendam: bakstenen brug en keermuur                                                | Tuin, park en plantsoen   | 17e eeuw               |                                    | Velserweg 20           | 52° 28' 47" NB, 4° 39' 11" OL | 409827 | Upload foto                                                                          |
| Akerendam: keermuren van de formele kom                                              | Waterkering en -doorlaat  | ca. 1730               |                                    | Velserweg 20           | 52° 28' 47" NB, 4° 39' 11" OL | 409828 | Upload foto                                                                          |
| Akerendam: tuinkoepel                                                                | Tuin, park en plantsoen   | ca. 1800               |                                    | Velserweg 20           | 52° 28' 47" NB, 4° 39' 11" OL | 409829 | Meer afbeeldingen                                                                    |
| Akerendam: borstwering met hekken                                                    | Tuin, park en plantsoen   | 17e-begin 20e eeuw     |                                    | Velserweg 20           | 52° 28' 47" NB, 4° 39' 11" OL | 409830 | Meer afbeeldingen                                                                    |
| St. Agathakerk                                                                       | Kerk en kerkonderdeel     | 1924                   | J.Th.J. Cypers en P.J.J.M. Cuypers | Breestraat 93          | 52° 28' 54" NB, 4° 39' 32" OL | 492352 | Meer afbeeldingen                                                                    |
| Fort Velsen (onderdeel Stelling van Amsterdam)                                       | Fort, vesting en -onderdl | 1900                   |                                    | Kanaalweg 2            | 52° 27' 50" NB, 4° 40' 1" OL  | 510703 | Meer afbeeldingen                                                                    |
| Onze Lieve Vrouw van Goede Raad                                                      | Kerk en kerkonderdeel     | 1914-1915              | A. Kropholler                      | Arendsweg 59           | 52° 29' 17" NB, 4° 39' 20" OL | 515946 | Meer afbeeldingen                                                                    |
| In loco pascuae                                                                      | Kerkelijke dienstwoning   | 1914-1915              |                                    | Arendsweg 57           | 52° 29' 17" NB, 4° 39' 20" OL | 515947 | In loco pascuae                                                                      |
| Voormalige ulo-school deel uitmakend van het rooms-katholiek kerkcomplex             | Onderwijs en wetenschap   | 1923                   |                                    | Arendsweg 61           | 52° 29' 17" NB, 4° 39' 20" OL | 515948 | Voormalige ulo-school deel uitmakend van het rooms-katholiek kerkcomplex             |
| St. Jozefzaal                                                                        | Vergadering en vereniging | 1920                   |                                    | Arendsweg 57A          | 52° 29' 17" NB, 4° 39' 20" OL | 515949 | St. Jozefzaal                                                                        |
| Westerhout                                                                           | Kasteel, buitenplaats     | 1897                   | J.J. van Nieukerken                | Westerhoutplein 4      | 52° 29' 2" NB, 4° 38' 36" OL  | 515951 | Meer afbeeldingen                                                                    |
| Voormalige dienstwoning van de tuinbaas, deel uitmakend van het complex 'Westerhout' | Bijgebouwen kastelen enz. | 1941                   |                                    | Westerhoutweg 3        | 52° 28' 58" NB, 4° 38' 30" OL | 515952 | Voormalige dienstwoning van de tuinbaas, deel uitmakend van het complex 'Westerhout' |
| Voormalige dienstwoning, deel uitmakend van het complex 'Westerhout'                 | Dienstwoning              | 1913                   |                                    | Westerhoutweg 22       | 52° 28' 60" NB, 4° 38' 38" OL | 515953 | Meer afbeeldingen                                                                    |
| Voormalig gemeentehuis van de gemeente Wijk aan Zee en Duin (nu Museum Kennemerland) | Bestuursgebouw en onderdl | 1908                   |                                    | Westerhoutplein 1      | 52° 29' 3" NB, 4° 38' 41" OL  | 515954 | Meer afbeeldingen                                                                    |
| R.K. pastorie                                                                        | Werk-woonhuis             | derde kwart 18e eeuw   |                                    | Breestraat 101         | 52° 28' 56" NB, 4° 39' 32" OL | 9445   | Meer afbeeldingen                                                                    |
| Huis met gepleisterde trapgevel                                                      | Woonhuis                  | 17e eeuw               |                                    | Breestraat 96          | 52° 28' 55" NB, 4° 39' 28" OL | 9446   | Meer afbeeldingen                                                                    |
| Huis met brede voorgevel                                                             | Woonhuis                  | tweede helft 18e eeuw  |                                    | Breestraat 100         | 52° 28' 55" NB, 4° 39' 29" OL | 9447   | Meer afbeeldingen                                                                    |
| Wijkertoren                                                                          | Kerk en kerkonderdeel     | laatste kwart 15e eeuw |                                    | Kerkstraat 37A         | 52° 29' 9" NB, 4° 39' 29" OL  | 9448   | Meer afbeeldingen                                                                    |
| Bakstenen huis                                                                       | Woonhuis                  | 17e eeuw               |                                    | Kerkstraat 37          | 52° 29' 8" NB, 4° 39' 29" OL  | 9449   | Meer afbeeldingen                                                                    |
| Grote Kerk                                                                           | Kerk en kerkonderdeel     | 1592-1648, toren ouder |                                    | Kerkstraat 37A         | 52° 29' 9" NB, 4° 39' 31" OL  | 9450   | Meer afbeeldingen                                                                    |
| Kosterij der lutherse kerk                                                           | Woonhuis                  | derde kwart 18e eeuw   |                                    | Koningstraat 117       | 52° 29' 1" NB, 4° 39' 26" OL  | 9451   | Kosterij der lutherse kerk                                                           |
| Evangelische Lutherse kerk                                                           | Kerk en kerkonderdeel     |                        |                                    | Koningstraat 119       | 52° 29' 1" NB, 4° 39' 27" OL  | 9452   | Meer afbeeldingen                                                                    |
| Voormalige Lutherse pastorie                                                         | Woonhuis                  | 18e eeuw               |                                    | Koningstraat 121       | 52° 29' 1" NB, 4° 39' 28" OL  | 9453   | Meer afbeeldingen                                                                    |
| Pand met gepleisterde in- en uitgezwenkte gevel                                      | Werk-woonhuis             | 17e eeuw               |                                    | Nieuwstraat 4          | 52° 28' 51" NB, 4° 39' 29" OL | 9454   | Meer afbeeldingen                                                                    |
| Scheybeek: hoofdgebouw                                                               | Kasteel, buitenplaats     | 17e eeuw               |                                    | Velserweg 2            | 52° 28' 40" NB, 4° 38' 59" OL | 519314 | Meer afbeeldingen                                                                    |
| Scheybeek: toegangshek                                                               | Tuin, park en plantsoen   | 18e eeuw               |                                    | Velserweg 2            | 52° 28' 40" NB, 4° 38' 59" OL | 519452 | Meer afbeeldingen                                                                    |
| Scheybeek: twee natuurstenen sokkels                                                 | Tuin, park en plantsoen   | 18e eeuw               |                                    | Velserweg 2            | 52° 28' 40" NB, 4° 38' 59" OL | 519453 | Meer afbeeldingen                                                                    |
| Zuyderwijk/Beyerlust                                                                 | Woonhuis                  | tweede helft 19e eeuw  |                                    | Velserweg 14           | 52° 28' 44" NB, 4° 39' 8" OL  | 9456   | Meer afbeeldingen                                                                    |
| Een afgeknotte obelisk, ter herdenking van de voltooiing der linie                   | Gedenkteken               |                        |                                    | Obelisk Creutzberglaan | 52° 29' 54" NB, 4° 38' 57" OL | 9458   | Een afgeknotte obelisk, ter herdenking van de voltooiing der linie                   |
| Versterkingen aangelegd door Krayenhoff                                              | Versperring               | 1800                   |                                    | Versterkingen          | 52° 29' 54" NB, 4° 38' 57" OL | 9459   | Versterkingen aangelegd door Krayenhoff                                              |
| Resten van Kasteel Foreest (Kasteel Ter Wijc)                                        | Kasteel, buitenplaats     | 13e eeuw en later      |                                    | Oosterwijkvijver       | 52° 29' 32" NB, 4° 40' 26" OL | 9461   | Meer afbeeldingen                                                                    |
| Duynwijk                                                                             | Woonhuis                  | 18e-19e eeuw           |                                    | Zeestraat 127          | 52° 28' 59" NB, 4° 38' 51" OL | 9462   | Meer afbeeldingen                                                                    |
| Scheybeek: historisch park en tuinaanleg                                             | Tuin, park en plantsoen   | 19e eeuw               |                                    | Velserweg bij 2        | 52° 28' 41" NB, 4° 38' 56" OL | 519315 | Meer afbeeldingen                                                                    |
| Scheybeek: twee natuurstenen sokkels                                                 | Tuin, park en plantsoen   | 18e eeuw               |                                    | Velserweg bij 2        | 52° 28' 39" NB, 4° 38' 58" OL | 519453 | Meer afbeeldingen                                                                    |
| Scheybeek: tuinmuur ten westen van het hoofdhuis                                     | Tuin, park en plantsoen   | 19e eeuw               |                                    | Velserweg bij 2        | 52° 28' 41" NB, 4° 38' 56" OL | 519454 | Meer afbeeldingen                                                                    |
| Scheybeek: volière en dienstgebouw                                                   | Bijgebouwen kastelen enz. | vroeg 20e eeuw         |                                    | Velserweg bij 2        | 52° 28' 41" NB, 4° 38' 56" OL | 519482 | Meer afbeeldingen                                                                    |
| Scheybeek: koepel met oranjerie en tuinmanswoning                                    | Bijgebouwen kastelen enz. | 18e eeuw               |                                    | Velserweg 8            | 52° 28' 43" NB, 4° 39' 6" OL  | 519483 | Meer afbeeldingen                                                                    |